# Le donne cambiate
Le donne cambiate è una farsa in un atto del compositore Marcos António Portugal su libretto di Giuseppe Maria Foppa.
Fu rappresentata per la prima volta il 22 ottobre 1797 al Teatro San Moisè di Venezia. Generalmente considerata tra i migliori lavori comici di Portugal, Le donne cambiate fu successivamente ripresa più volte con diversi nomi: La bacchetta portentosa, Il calzolaio, Il ciabattino, Il diavolo a quattro, Die verwandelten Weiber, oder Der Teufel ist los, Der lustige Schuster e O Mestre Biajo sapateiro, O sapateiro.
Nell'anno 2023, il Palazzo di Mateus ha annunciato il ritorno del opera Le donne cambiate come l'evento più importante della programmazione della XXXI edizione degli Incontri internazionali di musica della Casa de Mateus in Portogallo per la prima volta con strumenti d'epoca e in versione portoghese insieme all'Orchestra Barroca di Mateus al Teatro di Vila Real. La presentazione prevedeva un cast internazionale, la direzione musicale di Ricardo Bernardes e il debutto europeo del giovane regista Nicolás Isasi. Vari media internazionali hanno sottolineato la partecipazione, l'accettazione e l'interesse del pubblico per questa produzione. I documenti di questa nuova coproduzione del Teatro de Vila Real e della Fondazione Casa de Mateus si basano su quelli di Rio de Janeiro.